# Michail Michajlovič Golicyn (1684-1764)
Principe Michail Michajlovič Golicyn, in russo Михаил Михайлович Голицын? (1º novembre 1684 – Mosca, 25 marzo 1764), è stato un ammiraglio e diplomatico russo.

## Biografia
Era l'ultimogenito di Michail Andreevič Golicyn (1639-1687), e di sua moglie, Praskov'ja Nikitična Kaftyreva (1645-1715). Nel 1703 intraprese la carriera militare nella marina. Dal 1708 studiò l'arte marinaresca nei Paesi Bassi e nel Regno Unito. Nel 1717 ritornò in Russia.
Nel 1717 partecipò alla Grande guerra del Nord (1700-1721). Si distinse nella battaglia di Grengam (1720). Dal 1726 divenne consigliere del Consiglio dell'Ammiragliato e capitano di corvetta. Dal 1728 divenne consigliere segreto e senatore. Nel 1727 è stato nominato presidente del Collegio di giustizia. Insieme al fratello Michail, partecipò agli eventi che circondarono l'incoronazione dell'imperatrice Anna Ivanovna. Nel 1732 ritornò nella Marina Militare con il grado di viceammiraglio.
Nel 1741 salì al trono Elisabetta ed egli ritornò in politica. Nel 1745 è stato insignito del titolo di consigliere. Fu ambasciatore per lo Scià di Persia (1745-1748). Dal 1746 venne promosso al grado di ammiraglio. Dal 1748 fu comandante della Marina russa. I diplomatici stranieri lo descrissero come un uomo inerte e non particolarmente intelligente, ma dotato di buon senso e nobiltà spirituale.

## Matrimoni

### Primo matrimonio
Sposò in prime nozze Marija Dmitrievna Golovina (?-1721), non ebbero figli.

### Secondo matrimonio
Sposò, il 22 gennaio 1722, Tat'jana Kirillovna Naryškina (1704-1757), figlia del governatore di Mosca, Kirill Alekseevič Naryškin. Ebbero otto figli:
- Aleksandr Michajlovič (1723-1807);
- Ekaterina Michajlovna (1725-1744);
- Sergej Michajlovič (1727-1806);
- Anastasija Michajlovna (1728-1779), sposò Nikolaj Artem'evič Zagrjažskij, non ebbero figli;
- Elizaveta Michajlovna (1730-1795);
- Michail Michajlovič (1731-1804);
- Dmitrij Michajlovič (1735-1771);
- Pëtr Michajlovič (1738-1775).

## Morte
Morì il 25 marzo 1764 a Mosca. Fu sepolto nel Monastero dell'Epifania.